# Држава Палестина
Палестина (Filasṭīn), званично Држава Палестина (Dawlat Filasṭīn), држава је у југозападној Азији. Обухвата две раздвојене територије — Западну обалу и Појас Газе, познате као Палестинске територије — унутар већег подручја Палестине. Палестина се граничи са Израелом на западу и северу, Јорданом на истоку и Египтом на југозападу. Становништво Палестине броји пет милиона људи и покрива површину од 6.020 2. Јерусалим је званични главни град, а службени језик арапски. Већина Палестинаца практикује ислам, док је хришћанство такође значајно распрострањено. Газа је највећи град, а Рамала служи као привремени административни центар.
Област Палестине је одиграла важну улогу у светској историји. Хананци, Израелити, Семити, Асирци, Вавилонци, Персијанци, Грци, Римљани и Византинци оставили су свој траг. Поред своје историје, Палестина има дубок верски значај за јудаизам, хришћанство и ислам. Света места као што су Зид плача, Храм Васкрсења Христовог и Ел Акса привлаче велики број ходочасника и посетилаца сваке године. Током историје регион је пролазио периоде коегзистенције и сукоба између различитих верских и етничких група. Током средњег века, када су се јеврејске заједнице суочиле са прогоном, нашли су уточиште и заштиту под муслиманском влашћу у Палестини и ширем исламском свету. Османско царство, које је управљало Палестином од 16. века до свог распада на крају Првог светског рата, пружило је уточиште за Јевреје који су бежали од прогона у Европи. Крај османске владавине означио је ново поглавље у историји Палестине. Након Првог светског рата, Уједињено Краљевство Велике Британије и Ирске је преузело контролу над регионом под мандатом Друштва народа. Британски мандат за Палестину, установљен 1920, донео је значајне промене у политичком и друштвеном пејзажу овог подручја, постављајући терен за сукобе и борбе које ће уследити.
Конфликт настаје 1948. године по успостављању Државе Израел, што је било праћено присилним расељавањем стотина хиљада Палестинаца и створило велику палестинску избегличку популацију. Каснији арапско-израелски сукоби, укључујући Шестодневни рат 1967. године, довели су до израелске окупације Западне обале и Појаса Газе. Године 1988. Палестински национални савет, законодавно тело Палестинске ослободилачке организације (ПОО) коју је предводио Јасер Арафат, прогласио је успостављање Палестине. Мирно решење је добило на замаху потписивањем Споразума из Осла 1990-их. Ови споразуми, о којима су преговарали Израел и ПОО, имали су за циљ успостављање владе и коначно стварање палестинске државе. Међутим, имплементација Споразума из Осла била је суочена са значајним изазовима, укључујући ширење израелских насеља на окупираним територијама и текуће забринутости за безбедност. Године 2007. унутрашње поделе између палестинских политичких фракција довеле су до преузимања Појаса Газе од стране Хамаса. Од тада Западном обалом управља Палестинска народна самоуправа, коју предводи Фатах, док је Појас Газе под контролом Хамаса.
Настављају се напори ка мирном решењу са Израелом, при чему преговори и међународно посредовање играју кључну улогу у потрази за трајним миром и стабилношћу у региону. Палестина се суочава са различитим изазовима, као што су територијални спорови, социоекономске разлике, слобода кретања и утицај окупације. Палестина је члан неколико међународних организација, као што је Арапска лига и Организација исламске сарадње, док такође има статус државе посматрача у Уједињеним нацијама. Једна је од најобразованијих држава у арапском свету и на Блиском истоку, са огромним резервама нафте и гаса.

## Назив
Термин „Палестина“ (лат. Palæstina) долази преко старогрчког из семитског топонима за општу област која датира из касног другог миленијума пре нове ере, чији се рефлекс такође може наћи у библијском етнониму Филистејци. Термин "Палестина" се користи за означавање подручја на југоисточном углу Средоземног мора поред Сирије. У 5. веку пре нове ере, у свом делу Историје Херодот је користио термин да опише „област Сирије, звану Палаистин“ у којој су Феничани комуницирали са другим поморским народима.

### Терминологија
Овај чланак користи термине „Палестина“, „Држава Палестина“, „окупирана палестинска територија (оПт или ОПТ)“ наизменично у зависности од контекста. Конкретно, термин „окупирана палестинска територија“ се у целини односи на географско подручје палестинске територије коју је окупирао Израел од 1967. Палестина се, у зависности од контекста, може помињати као земља или држава, а њене власти се генерално могу идентификована као Влада Палестине.
Након неуспелог јеврејског устанка против Римљана 135. године нове ере, Римљани су преименовали провинцију Јудеју у провинцију Сирија-Палестина, да би негирали историјску везу јеврејског народа са том земљом. Термин „Палестина“ био је након тога спорадично коришћен од стране европских историчара, као и од стране крсташа. За време Османског царства званичан назив за Палестину био је Вилајет Сирија-Јерусалим. Британци су своју колонију, основану 1920. године, назвали такође Мандаторна Палестина. Након Израелско-арапског рата 1948, а посебно након Шестодневног рата, термин „Палестина“ и „палестински народ“ почињу се у терминолошко-лингвистичком смислу повезивати са арапским становништвом ове области.

## Географија
Области на које држава полаже право, познате као палестинске територије, леже у јужном Леванту у региону Блиског истока. Палестина је део Плодног полумесеца, заједно са Израелом, Јорданом, Либаном, Ираком и Сиријом. Појас Газе граничи се са Средоземним морем на западу, Египтом на југу и Израелом на северу и истоку. Западна обала се граничи са Јорданом на истоку, а Израелом на северу, југу и западу. Палестина дели своје морске границе са Израелом, Египтом и Кипром. Дакле, две енклаве које чине област на коју полаже право Држава Палестина немају географску границу једна са другом, јер их раздваја Израел. Ове области би чиниле 163. највећу земљу на свету по површини.
Западна обала је планински регион. Подељен је на три региона, а то су планина Наблус (Jabal Nablus), брда Хеброн и планине Јерусалим (Jibal al–Quds). Брда Самаријан и Јудеан су планински ланци на Западној обали, са планином Наби Јунис на висини од 1.030 метара у провинцији Хеброн као највишим врхом. До 19. века, Хеброн је био највиши град на Блиском истоку. Док се Јерусалим налази на висоравни у централном висоравни и окружен је долинама. Територија се састоји од плодних долина, као што су долина Језрил и долина реке Јордан. Палестина је дом највећег дрва маслине на свету, који се налази у Јерусалиму. Око 45% палестинске земље посвећено је узгоју маслина.
Палестина има значајна језера и реке које играју виталну улогу у њеној географији и екосистемима. Река Јордан тече ка југу, чинећи део источне границе Палестине и пролази кроз Галилејско језеро пре него што стигне до Мртвог мора. Према хришћанским традицијама, то је место Исусовог крштења. Мртво море, које се граничи са истока земље, најнижа је тачка на земљи. Јерихон, који се налази у близини, је најнижи град на свету. Села и приградска подручја око Јерусалима су дом древних водених тела. Постоји неколико речних долина (вадија) широм земље. Ови водни путеви обезбеђују основне ресурсе за пољопривреду и рекреацију, истовремено подржавајући различите екосистеме.
Три копнена екорегиона се налазе у овој области: источномедитеранске четинарске – склерофилне – широколисне шуме, арапска пустиња и месопотамска жбунаста пустиња. Палестина има низ еколошких проблема; питања са којима се суочава појас Газе укључују: дезертификацију, салинацију слатке воде, третман отпадних вода, болести које се преносе водом, деградација земљишта и исцрпљивање и контаминација ресурса подземних вода. На Западној обали важе многа иста питања, иако је слатке воде много више, приступ је ограничен због спора који је у току.

### Клима
Температуре у Палестини веома варирају. Клима на Западној обали је углавном медитеранска, нешто хладнија на повишеним подручјима у поређењу са обалом, западно до подручја. На истоку, Западна обала обухвата већи део Јудејске пустиње, укључујући западну обалу Мртвог мора, коју карактерише сува и врућа клима. Газа има топлу полусушну климу, са благим зимама и сувим топлим летима. Пролеће стиже око марта-априла, а најтоплији месеци су јул и август, са просечном највишом температуром од 33 степени целзијуса. Најхладнији месец је јануар са температурама обично на 7 °С. Киша је ретка и углавном пада између новембра и марта, са годишњом стопом падавина од приближно 116 mm.

### Биодиверзитет
Палестина нема званично признате националне паркове или заштићена подручја. Међутим, постоје области унутар Западне обале за које се сматра да имају еколошки и културни значај и којима се управља уз напоре очувања. Ова подручја се често називају резерватима природе или заштићеним зонама. Смештен у близини Јерихона на Западној обали, Вади Келт је пустињска долина са јединственом флором и фауном.
Резерват је познат по својим неравним пејзажима, природним изворима и историјским локалитетима као што је манастир Светог Ђорђа. Уложени су напори да се заштити биодиверзитет и природне лепоте овог подручја. Јудејска пустиња је популарна због "јудејских камила". Зоолошки врт Калкилија у провинцији Калкилија, једини је зоолошки врт који је тренутно активан у земљи. Зоолошки врт у Гази затворен је због лоших услова. Израелска влада изградила је различите националне паркове у зони Ц, која се такође сматра нелегалном према међународном праву.

## Историја

### Османска власт
До 14. века, Османско царство је преузело контролу над целим регионом. Године 1516. Османско царство, предвођено султаном Селимом, освојило је Палестину од Мамелука, који су владали тим регионом неколико векова. Под османском влашћу, Палестина је постала део веће административне јединице познате као Јерусалимски санџак, који је у почетку био део веће провинције Сирије. Јерусалимски санџак је обухватао области као што су Јерусалим, Наблус, Газа и Јафа.
Царство је подстицало развој пољопривреде, а предузете су различите мере за повећање пољопривредне продуктивности. Изградња система за наводњавање, као што је систем канат, помогла је у побољшању дистрибуције воде и олакшала пољопривредну експанзију. Под османском влашћу, Палестина је забележила пораст у узгоју готовинских усева попут памука и маслина, који су се извозили у друге регионе. Религијски, Палестина је имала велики значај за муслимане, хришћане и Јевреје. Османлије су задржале контролу над светим местима у Јерусалиму, укључујући џамију Ал-Акса и цркву Светог гроба. Они су такође регулисали приступ овим локацијама и спроводили различите политике за управљање верским пословима.
Под Османским царством, Јевреји и хришћани су уживали значајан степен заштите и аутономије, посебно у оквиру османског милет система. Милет систем је признавао верске заједнице као посебна правна лица, дозвољавајући им да саме управљају својим унутрашњим пословима, укључујући верска, образовна и правна питања. Током периода прогона Јевреја у Европи, посебно током касног 15. века и надаље, Османско царство је пружало релативно уточиште јеврејским избеглицама.
Током касног 19. и раног 20. века, како су националистичка осећања расла широм региона, почео је да се јавља и палестински арапски национализам. Интелектуалци и елите у Палестини изразили су осећај идентитета и позвали на већу аутономију и самоуправу. Овај период се поклопио са успоном младотурског покрета унутар Османског царства, који је увео неке политичке реформе, али се такође суочио са противљењем различитих група.
Почетком 20. века, ционистички покрет је добио замах, са циљем да успостави јеврејску домовину у Палестини. Јеврејска имиграција се повећала, а ционистичке организације су куповале земљу од локалних земљопоседника, што је довело до тензија између јеврејске и арапске заједнице. Тадашњи владар царства султан Абдул Хамид покушао је да се супротстави ционистичком покрету, али није успео. Крај владавине Османског царства у Палестини дошао је са завршетком Првог светског рата. Након пораза Османског царства, регион је дошао под британску контролу применом британског мандата за Палестину 1920. године.

### Британски мандат над Палестином
Под британском влашћу, историја Палестине је била сведок значајних политичких, друштвених и економских трансформација. Британски мандат за Палестину почео је 1920. године након распада Османског царства. Мандат је успостављен у оквиру Лиге народа, са циљем да се олакша успостављање јеврејске домовине у Палестини уз заштиту права арапског становништва.
Током првих година мандата, појавиле су се тензије између јеврејске и арапске заједнице. Британци су се суочили са изазовима у балансирању интереса и захтева обе групе. Године 1936. избила је распрострањена арапска побуна која је захтевала прекид имиграције Јевреја и продају земље јеврејским насељеницима. Побуну су на крају угушили Британци, што је довело до повећаних ограничења за арапске и јеврејске активности. Како се јеврејска имиграција наставила, посебно у годинама које су претходиле и након Другог светског рата, ционистички покрет је добијао замах. Јеврејска насеља су се ширила, а тензије између јеврејске и арапске заједнице су ескалирале. Белу књигу објавила је британска влада, која је одбацила Пилову комисију и предложила уједињену Палестину као будућу земљу и за Арапе и за Јевреје. Као одговор и прихватање од стране Арапа, побуна је прекинута. Међутим, ционистички ентитет је одбио да прихвати план и почео је да протестује против Беле књиге. Војне групе као што су Иргун, Стерн Ганг и Хаганах почеле су да се припремају за терористичке нападе. То укључује подметање бомбе у хотелу Кинг Давид, масакр у Деир Јасину и масакр у Рафинерији нафте у Хаифи. Иза ових напада стајали су Менахем Бегин и Јицак Шамир, који су касније постали политички лидери будућег Израела. Британци су се борили да одрже контролу и мир, а 1947. одлучили су да се повуку из Палестине.

### Арапско-израелски рат (1948)
УН су 1947. усвојиле план поделе за решење две државе на преосталој територији мандата. План је прихватило јеврејско руководство, али су га арапске вође одбиле, а Британија је одбила да спроведе план. Уочи коначног британског повлачења, Јеврејска агенција за Израел, на челу са Давидом Бен Гурионом, прогласила је оснивање Државе Израел према предложеном плану УН. Арапски виши комитет није прогласио сопствену државу и уместо тога, заједно са Трансјорданом, Египтом и осталим члановима Арапске лиге тог времена, започео је војну акцију која је резултирала арапско-израелским ратом 1948. године. Током рата, Израел је добио додатне територије које су према плану УН биле одређене да буду део арапске државе. Египат је окупирао појас Газе, а Трансјордан окупирао, а затим анектирао Западну обалу. Египат је у почетку подржавао стварање свепалестинске владе, али ју је распустио 1959. Трансјордан је никада није признао и уместо тога је одлучио да укључи Западну обалу са својом територијом како би формирао Јордан. Анексија је ратификована 1950. године, али ју је међународна заједница одбацила.

### Окупација и арапско-израелски ратови
Године 1964, када је Западну обалу контролисао Јордан, тамо је основана Палестинска ослободилачка организација са циљем да се супротстави Израелу. Палестинска национална повеља ПЛО дефинише границе Палестине као читаву преосталу територију мандата, укључујући Израел. Шестодневни рат 1967. године, када се Израел борио против Египта, Јордана и Сирије, завршио се тако што је Израел окупирао Западну обалу и појас Газе, поред других територија. Након Шестодневног рата, ПЛО се преселио у Јордан, али се касније преселио у Либан 1971.
Самит Арапске лиге у октобру 1974. означио је ПЛО као „јединог легитимног представника палестинског народа“ и потврдио „њихово право да успоставе независно хитно стање“. У новембру 1974. године, ПЛО је призната као надлежна за сва питања. у вези са питањем Палестине од стране Генералне скупштине УН дајући им статус посматрача као „недржавног ентитета“ у УН. Након Декларације о независности 1988. године, Генерална скупштина УН је званично признала проглашење и одлучила да користи ознаку „Палестина“ уместо „Ослободилачка организација Палестине“ у УН. Упркос овој одлуци, ПЛО није учествовао у УН у својству владе Државе Палестине.
Године 1979, путем споразума из Кемп Дејвида, Египат је означио крај било каквог сопственог полагања права на појас Газе. У јулу 1988, Јордан је уступио своја потраживања на Западној обали — са изузетком старатељства над Харам ал-Шарифом — ПЛО. У новембру 1988. законодавна власт ПЛО, док је била у егзилу, прогласила је оснивање „Државе Палестине“. Следећег месеца, брзо су га признале многе државе, укључујући Египат и Јордан. У Палестинској декларацији о независности, Држава Палестина је описана као успостављена на „палестинској територији“, без експлицитног даљег прецизирања.
Због тога се неке од земаља које су признале Државу Палестину у својим изјавама о признању позивају на „границе из 1967. године“, признајући тако за своју територију само окупирану палестинску територију, а не Израел. Захтев за чланство у УН који је поднела Држава Палестина такође је прецизирао да се заснива на „границама из 1967. године“. Током преговора о споразуму из Осла, ПЛО је признао право Израела на постојање, а Израел је признао ПЛО као представника палестинског народа. Палестинска декларација о независности из 1988. године укључивала је позив ПНЦ-а на мултилатералне преговоре на основу Резолуције 242 Савета безбедности УН, касније познате као „Историјски компромис“, која подразумева прихватање решења са две државе и више не доводи у питање легитимност Држава Израел.
Након што је Израел заузео и окупирао Западну обалу од Јордана и појас Газе од Египта, почео је да тамо успоставља израелска насеља. Администрацију арапског становништва на овим територијама вршила је Израелска цивилна администрација Координатора владиних активности на територијама и локални општински савети присутни од пре израелског преузимања. Израел је 1980. одлучио да замрзне изборе за ове савете и да уместо њих оснује Лиге села, чији су званичници били под израелским утицајем. Касније је овај модел постао неефикасан и за Израел и за Палестинце, а Лиге села су почеле да се распадају, а последња је била Хебронска лига, распуштена у фебруару 1988. године.

### Устанак, декларација и мировни споразум
Прва интифада избила је 1987. године, окарактерисана широко распрострањеним протестима, штрајковима и актима грађанске непослушности Палестинаца у Појасу Газе и на Западној обали против израелске окупације. У новембру 1988. године, законодавно тело ПЛО-а, док је било у егзилу, прогласило је оснивање „Државе Палестине“. Наредног месеца, брзо су је признале многе државе, укључујући Египат и Јордан. У Палестинској декларацији о независности, Држава Палестина је описана као успостављена на „палестинској територији“, без експлицитног даљег прецизирања.  Након Декларације о независности из 1988. године, Генерална скупштина УН је званично признала проглашење и одлучила да у УН користи ознаку „Палестина“ уместо „Палестинска ослободилачка организација“. Упркос овој одлуци, ПЛО није учествовао у УН у својству владе Државе Палестина. Насилни сукоби између палестинских демонстраната и израелских снага интензивирали су се током 1989. године, што је резултирало значајним губитком живота и ескалацијом тензија на окупираним територијама. Израелска влада је 1990. године увела строге мере, укључујући полицијски час и затварање градова, у покушају да сузбије Интифаду и одржи контролу над окупираним територијама.
Заливски рат 1990–1991. године скренуо је пажњу на сукоб, што је довело до појачаних дипломатских напора за проналажење мирног решења. Садам Хусеин је био присталица палестинског циља и добио је подршку Арафата током рата. Након инвазије на Кувајт, Садам је изненадио међународну заједницу представивши Израелу мировну понуду и повлачење ирачких снага из Кувајта, у замену за повлачење са Западне обале, Појаса Газе, Источног Јерусалима и Голанске висоравни. Иако је мировна понуда одбијена, Садам је потом наредио испаљивање ракета „Скад“ на израелску територију. Овај покрет су подржали Палестинци. Рат је такође довео до протеривања Палестинаца из Кувајта и Саудијске Арабије, јер је њихова влада подржавала Ирак.
Године 1993, потписани су споразуми у Ослу између Израела и Палестинске ослободилачке организације (ПЛО), што је довело до оснивања Палестинске управе (ПА) и потенцијалног пута ка миру. Јасер Арафат је изабран за председника новоформиране Палестинске управе 1994. године, што је означило значајан корак ка самоуправи.
Израел је признао преговарачки тим ПЛО-а као „представника палестинског народа“, у замену за то што је ПЛО признала право Израела на постојање у миру, прихватила резолуције Савета безбедности УН 242 и 338 и одбацила „насиље и тероризам“. Као резултат тога, ПЛО је 1994. године успоставила територијалну администрацију Палестинске националне управе (ПНА или ПА), која обавља неке владине функције у деловима Западне обале и Појаса Газе. Како је предвиђено споразумом из Осла, Израел је дозволио ПЛО-у да успостави привремене административне институције на палестинским територијама, које су се појавиле у облику ПНА. Добила је цивилну контролу у области Б и цивилну и безбедносну контролу у области А, а остала је без учешћа у области Ц.
Мировни процес наишао је на противљење и Палестинаца и Израелаца. Исламистичке милитантне организације попут Хамаса и Исламског џихада супротставиле су се нападу и одговориле нападима на цивиле широм Израела. Године 1994, Барух Голдштајн, израелски екстремиста, убио је 29 људи у Хеброну, познатом као масакр у Пећини патријараха. Ови догађаји довели су до повећања палестинског противљења мировном процесу. 1995. године, израелског премијера Јицака Рабина убио је Јигал Амир - екстремиста, што је изазвало политичку нестабилност у региону.
Први палестински општи избори одржани су 1996. године, што је резултирало поновним избором Арафата за председника и формирањем Палестинског законодавног савета. Покрећући спровођење Ословског споразума, Израел је 1997. године почео да прераспоређује своје снаге из одабраних палестинских градова на Западној обали. Преговори између Израела и Палестинске управе настављени су, спорим напретком и контроверзним дебатама о Јерусалиму, насељима и избеглицама 1998. године. Године 1997, израелска влада предвођена Бенјамином Нетанјахуом и палестинска влада потписале су Хебронски протокол, којим је предвиђено прераспоређивање израелских снага из делова Хеброна на Западној обали, дајући влади већу контролу над градом. Израел и палестинска влада потписали су Вај Ривер Меморандум 1998. године, са циљем унапређења спровођења Ословског споразума. Споразум је укључивао одредбе о израелском повлачењу и безбедносној сарадњи.
Период „Ословских година“ донео је велики просперитет подручјима под контролом владе, упркос неким економским проблемима. Палестинска управа је изградила други аеродром у Гази, након Међународног аеродрома у Јерусалиму. Свечаном отварању аеродрома присуствовали су Бил Клинтон и Нелсон Мандела. Године 1999, Ехуд Барак је преузео функцију израелског премијера, обновивши напоре за постизање споразума о коначном статусу са Палестинцима. Самит у Кемп Дејвиду 2000. године имао је за циљ да реши преостала питања, али је завршен без свеобухватног споразума, што је послужило као прекретница у мировном процесу.

## Влада и политика
Палестина има полу-председнички систем власти. Земља се састоји од институција које су повезане са Палестинском ослободилачком организацијом (ПЛО), која укључује председника државе Палестине – којег именује Централни савет Палестине, Палестинско национално веће – законодавно тело које основао Државу Палестину и Извршни комитет Палестинске ослободилачке организације – обавља функције владе у егзилу, одржавајући широку мрежу за односе са иностранством. Палестинска ослободилачка организација (PLO) је комбинација неколико политичких партија.
Њих треба разликовати од председника Палестинске националне управе, Палестинског законодавног већа (PLC) и кабинета PNA, који су уместо тога повезани са Палестинском националном управом. Оснивачки документ Државе Палестине је Палестинска декларација о независности и треба га разликовати од неповезаног PLO Палестинског националног пакта и PNA Палестинског основног закона.
Палестинска влада је подељена на два географска ентитета – Палестинску власт којом управља Фатах, која има делимичну контролу над Западном обалом, и Појас Газе, који је под контролом милитантне групе Хамас. Фатах је секуларна партија, коју је основао Јасер Арафат и која има релативно добре односе са западним силама. С друге стране, Хамас је милитантна група, заснована на палестинској националистичкој и исламској идеологији, инспирисана Муслиманским братством. Хамас има напете односе са Сједињеним Државама, али добија подршку од Ирана. Народни фронт за ослобођење Палестине је још једна популарна секуларна странка, коју је основао Џорџ Хабаш. Махмуд Абас је председник земље од 2005. године. Мохамед Штајех је био премијер Палестине, који је поднео оставку 2024. године. Године 2024. Мухамед Мустафа је именован за новог премијера земље, након што је Штајех поднио оставку. Јахја Синвар је био вођа Хамасове владе у Појасу Газе пре своје смрти 16. октобра 2024. године, током израелских напада на Газу.
Палестина, која је била под окупацијом Израела, полаже право на Јерусалим, укључујући Харам аш-Шариф. Тренутно је привремени административни центар у Рамали, који је удаљен 10 km од Јерусалима. Муката је домаћин државних министарстава и представништва. Године 2000. у Јерусалимском предграђу Абу Дису изграђена је зграда владе у којој је смештена канцеларија Јасера Арафата и палестински парламент. Од друге интифаде, стање града учинило је ово место неприкладним за рад као престоница, било привремено или трајно. Ипак, палестински ентитет је задржао своје присуство у граду. Пошто је неколико делова града такође под палестинском контролом и многе неке земље имају своје конзулате у Јерусалиму.

### Административна подела
Држава Палестина је подељена на шеснаест административних подела. Гувернатори на Западној обали су груписани у три области према Споразуму из Осла II. Подручје А чини 18% Западне обале по површини, и њиме управља палестинска влада. Подручје Б чини 22% Западне обале, и под палестинском је цивилном контролом и заједничком израелско-палестинском безбедносном контролом. Подручје Ц, осим источног Јерусалима, чини 60% Западне обале, и њиме управља израелска цивилна администрација, међутим, палестинска влада пружа образовање и медицинске услуге за 150.000 Палестинаца у тој области, договор око којег је договорено у споразуму из Осла II од стране израелског и палестинског руководства. Више од 99% подручја Ц је забрањено за Палестинце, због безбедносних разлога и тачка је текућих преговора. У насељима у области Ц живи око 330.000 Израелаца. Иако је зона Ц под ванредним стањем, Израелци који тамо живе имају право на пуна грађанска права. Палестинске енклаве које су тренутно под палестинском управом у црвеном (област А и Б; не укључујући појас Газе, који је под влашћу Хамаса).
Источни Јерусалим (који се састоји од мале општине Јерусалим у источном јорданском сектору пре 1967. заједно са значајном површином Западне обале пре 1967. коју је Израел разграничио 1967) управља се као део Јерусалимског округа Израела, али Палестина полаже право на њега као део јерусалимског гувернера. Израел га је ефективно анектирао 1967. применом израелског закона, јурисдикције и администрације према закону из 1948. измењеном у ту сврху, а ова наводна анексија је уставно потврђена (имплицитно) у Основном закону: Јерусалим 1980, али ова анексија није призната ни од једне друге земље. Године 2010. од 456.000 људи у источном Јерусалиму, отприлике 60% су били Палестинци, а 40% Израелци. Међутим, од касних 2000-их, израелска безбедносна баријера на Западној обали је ефективно поново анексирала десетине хиљада Палестинаца са израелским личним картама Западној обали, остављајући Источни Јерусалим унутар баријере са малом већином (60%). Према Споразуму из Осла, Јерусалим је предложен да буде укључен у будуће преговоре и према Израелу, споразум из Осла забрањује Палестинске власти ће деловати у Јерусалиму. Међутим, одређени делови Јерусалима, они квартови који се налазе изван историјског Старог града, али су део источног Јерусалима, додељени су Палестинској власти.
| Гувернорат                                                        | Област        | Град          | Број становника | Површина (km) |
| ----------------------------------------------------------------- | ------------- | ------------- | --------------- | ------------- |
| Џенин                                                             | Западна обала | Џенин         | 311.231         | 583           |
| Тубас                                                             | Западна обала | Тубас         | 64.719          | 161           |
| Наблус                                                            | Западна обала | Наблус        | 380.961         | 629,7         |
| Тулкарм                                                           | Западна обала | Тулкарм       | 182.053         | 740           |
| Салфит                                                            | Западна обала | Салфит        | 70.727          | 346,7         |
| Калкилија                                                         | Западна обала | Калкилија     | 110.800         | 667,5         |
| Рамала и ел Бира                                                  | Западна обала | Рамала        | 348.110         | 407,1         |
| Јерихон                                                           | Западна обала | Јерихон       | 52.154          | 87,9          |
| Јерусалим                                                         | Западна обала | Јерусалим     | 419.108         | 1.214,8       |
| Витлејем                                                          | Западна обала | Витлејем      | 216.114         | 927,9         |
| Хеброн                                                            | Западна обала | Хеброн        | 706.508         | 708,6         |
| Деир ел Балах                                                     | Појас Газе    | Деир ел Балах | 264.455         | 4.559,6       |
| Хан Јунис                                                         | Појас Газе    | Хан Јунис     | 341.393         | 3.161         |
| Рафа                                                              | Појас Газе    | Рафа          | 225.538         | 3.524         |
| Северна Газа                                                      | Појас Газе    | Џабалија      | 362.772         | 5.947,1       |
| Газа                                                              | Појас Газе    | Газа          | 625.824         | 8.457,1       |
| Напомена: Попис за Јерусалим се односи и на израелску популацију. |               |               |                 |               |

За разлику од гувернората у Појасу Газе, које потпуно контролишу Палестинци, гувернорати на Западној обали су делимично под контролом Палестинаца, а делимично под директном контролом Израела.

### Градови
| Газа Јерусалим | 1.  | Газа        | 766,331 | Хеброн Наблус |
| Газа Јерусалим | 2.  | Јерусалим   | 542,400 | Хеброн Наблус |
| Газа Јерусалим | 3.  | Хеброн      | 308,750 | Хеброн Наблус |
| Газа Јерусалим | 4.  | Наблус      | 239,772 | Хеброн Наблус |
| Газа Јерусалим | 5.  | Кан Јунис   | 179,701 | Хеброн Наблус |
| Газа Јерусалим | 6.  | Џабалија    | 165,110 | Хеброн Наблус |
| Газа Јерусалим | 7.  | Рафа        | 158,414 | Хеброн Наблус |
| Газа Јерусалим | 8.  | Џенин       | 115,305 | Хеброн Наблус |
| Газа Јерусалим | 9.  | Рамала      | 104,173 | Хеброн Наблус |
| Газа Јерусалим | 10. | Беит Лахија | 86,526  | Хеброн Наблус |

Највећи град Палестине је Газа, док је званични главни град државе Источни Јерусалим. С обзиром да је Источни Јерусалим анектирао Израел и званично га спојио са Западним Јерусалимом, седишта две палестинске владе се налазе у Рамали и Гази. Сви већи градови Палестине, изузев Источног Јерусалима, су под контролом Палестинаца.

### Политика
Иако је од стране УН-а призната за суверену државу, Палестина само делимично контролише своју територију, а постоје и две супротстављене палестинске владе. Појасом Газе, који у потпуности контролишу Палестинци, управља палестинска влада организације Хамас, док Западном обалом, која је и даље под окупацијом Израела, управља палестинска влада организације Фатах.
Дана 15. децембра 1988. године, Декларација независности Државе Палестине из новембра 1988. призната је у Генералној скупштини Резолуцијом 43/177.
Двадесетог и деветог новембра 2012, усвојена је резолуција Генералне скупштине УН 67/19 којом је Палестина добила статус „државе посматрача која није чланица“ у Уједињеним нацијама. Промена статуса је описана као „дефакто признање суверене државе Палестине“. Постоје различити ставови о статусу државе Палестине, како међу државама међународне заједнице, тако и међу правним научницима.

## Демографија

### Становништво
У Појасу Газе живи 1.604.238 становника, од чега су 99,9% Палестинци. 85,8% становништва су муслимани, а 14,2% хришћани. На Западној обали живи 3.092.555 становника, од чега су 83% Палестинци и 17% Јевреји. Поред Палестинаца, на Западној обали живи и око 524.000 јеврејских колониста.
Према Палестинском централном бироу за статистику (ПЦБС), од 26. маја 2021. године, држава Палестина средином године 2021. има 5.227.193 становника. Ала Овад, председник ПЦБС-а, проценио је популацију на 5,3 милиона до краја 2021. Са површином од 6.020 km2 (2.320 sq mi), густина насељености у земљи је од око 827 људи по квадратном километру. Просечна густина насељености света је била 25 људи по квадратном километру од 2017. године.

### Здравствена заштита
Према палестинском Министарству здравља (МОХ), од 2017. године, у Палестини је било 743 центра примарне здравствене заштите (583 на Западној обали и 160 у Гази) и 81 болница (51 на Западној обали, укључујући Источни Јерусалим, и 30 у Гази).
Делујући под покровитељством Светске здравствене организације (СЗО), Здравствени кластер за окупирану палестинску територију (оПт) основан је 2009. године и представља партнерство преко 70 локалних и међународних невладиних организација и агенција УН које пружају оквир за здравствени актери укључени у хуманитарни одговор за опт. Кластером копредседава Министарство здравља како би се обезбедила усклађеност са националним политикама и плановима. Извештај генералног директора СЗО од 1. маја 2019. описује услове у здравственом сектору у опт и идентификује стратешке приоритете и тренутне препреке за њихово постизање у складу са стратегијом сарадње земље за СЗО и окупирану палестинску територију 2017—2020.

### Водовод и канализација
Снабдевање водом и канализација на палестинским територијама карактерише велика несташица воде и под великим су утицајем израелске окупације. Водне ресурсе Палестине у потпуности контролише Израел и подела подземних вода подлеже одредбама II Споразума из Осла.
Генерално, квалитет воде је знатно лошији у појасу Газе у поређењу са Западном обалом . Око трећине до половине испоручене воде на палестинским територијама губи се у дистрибутивној мрежи. Трајна блокада појаса Газе и рат у Гази нанели су озбиљну штету инфраструктури у Појасу Газе. Што се тиче отпадних вода, постојећа постројења за пречишћавање немају капацитет за пречишћавање свих произведених отпадних вода, што доводи до озбиљног загађења вода. Развој сектора у великој мери зависи од спољног финансирања.

### Образовање
Стопа писмености Палестине износила је 96,3% према извештају Програма Уједињених нација за развој из 2014. године, што је високо по међународним стандардима. Постоји родна разлика у популацији старијој од 15 година, при чему се 5,9% жена сматра неписменим у поређењу са 1,6% мушкараца. Неписменост међу женама је опала са 20,3% у 1997. на мање од 6% у 2014. години.

### Религија
| Религија у Палестини (попис 2017.)‍ | Религија у Палестини (попис 2017.)‍ | Религија у Палестини (попис 2017.)‍ | Религија у Палестини (попис 2017.)‍ | Религија у Палестини (попис 2017.)‍ |
| ---------------------------------- | ---------------------------------- | ---------------------------------- | ---------------------------------- | ---------------------------------- |
|                                    |                                    |                                    |                                    |                                    |
| Ислам                              | Ислам                              |                                    | 4.615.683                          | 98,97%                             |
| Хришћанство                        | Хришћанство                        |                                    | 46.850                             | 1,00%                              |
| Остало                             | Остало                             |                                    | 1.384                              | 0,03%                              |

Земља је позната по свом верском значају и налазишту многих светих места, при чему религија игра важну улогу у обликовању друштва и културе земље. Традиционално је део Свете земље, која се сматра светом за аврамске религије и друге вере. Основни закон наводи да је ислам званична религија, али такође гарантује слободу вероисповести, позивајући на поштовање других вера. Верске мањине су заступљене у законодавном телу Палестинске националне управе.
98% Палестинаца су муслимани, од којих велика већина су следбеници сунитске гране ислама, а мањина Ахмадије. 15% су неконфесионални муслимани. Палестински хришћани представљају значајну мањину од 1%, а следе их много мање верске заједнице, укључујући Бахаије и Самарићане. Највећа концентрација хришћана може се наћи у Витлејему, Беит Сахуру и Беит Џали на Западној обали, као и у Појасу Газе. Деноминационо, већина палестинских хришћана припада источноправославним или оријенталним православним црквама, укључујући Грчку православну цркву, Јерменску апостолску цркву и Сиријску православну цркву. Поред тога, постоји значајна група римокатолика, гркокатолика (Мелкита) и протестантских деноминација.
Са популацијом од 350 људи, Самарићани су веома концентрисани око планине Геризим. Због сличности између самарићанства и јудаизма, Самарићани се често називају „Јеврејима Палестине“. ПЛО сматра оне Јевреје који су мирно живели у региону пре успона ционизма Палестинцима. Одређене особе, посебно антиционисти, сматрају себе палестинским Јеврејима, попут Илана Халевија и Урија Дејвиса. Око 600.000 израелских досељеника, углавном Јевреја, живи у израелским насељима, која су илегална према међународном праву, широм Западне обале. Синагога Јерихон, која се налази у Јерихону, једина је синагога коју одржава Палестинска управа.
- Света места у држави Палестини
- Јерусалим је дом џамије Ел-Акса, која је треће најсветије место у исламу.
- Црква Рођења Христовог је једно од најважнијих места за хришћане.
- Планина Гаризим је света за Самарићне.
- Пећина патријараха је свето место за Јевреје, муслимане и хришћане.
- Наби Муса се у исламској традицији сматра „Мојсијевим гробом“.
- Синагогом у Јерихону управља Палестинска управа.
- Џамија Наби Јахја садржи традиционалну гробницу Јована Крститеља.

### Језик
Арапски је званични језик државе Палестине, а палестински арапски најчешће говори локално становништво. Хебрејски и енглески су такође широко распрострањени. Око 16% становништва чине израелски досељеници, чији је примарни језик типично хебрејски. Поред тога, многи Палестинци користе хебрејски као други или трећи језик.

### Етницитет
Палестинци су изворно Арапи и говоре арапски језик. Бедуинске заједнице палестинске националности чине мањину на Западној обали, посебно око Хебронских брда и руралног Јерусалима. Од 2013. године, приближно 40.000 бедуина живи на Западној обали, а 5.000 бедуина живи у Појасу Газе. Џахалин и Тамирех су два главна бедуинска племена у земљи. Велики број неарапских етничких група такође живи у земљи, а њихови чланови такође имају палестинско држављанство. То укључује групе Курда, Навара, Асираца, Рома, Друза, Африканаца, Дома, Руса, Турака и Јермена.

## Економија

### Туризам
Туризам на територији на коју полаже право Држава Палестина односи се примарно на туризам у Источном Јерусалиму, Западној обали и Појасу Газе. У 2010. палестинске територије је посетило 4,6 милиона људи, у поређењу са 2,6 милиона 2009. године. Од тог броја 2,2 милиона страних туриста, а 2,7 милиона домаћих. Већина туриста долази на само неколико сати или као део једнодневног излета. У последњем кварталу 2012. године преко 150.000 гостију боравило је у хотелима на Западној обали; 40% су били Европљани и 9% из Сједињених Држава и Канаде. Туристички водич Lonely Planet пише да „Западна обала није најлакше место за путовање, али је труд богато награђен. За стране држављане не постоје никакви визни услови осим оних које намећу визна политика Израела. Приступ Јерусалиму, Западној обали и Гази је у потпуности под контролом владе Израела. За улазак на окупиране палестинске територије потребан је само важећи међународни пасош.

### Комуникације
Палестински централни биро за статистику (ПЦБС) и Министарство за телекомуникације и информационе технологије саопштили су да у Палестини има 4,2 милиона мобилних претплатника, што представља скок у поређењу са 2,6 милиона на крају 2010. године, док се број ADSL претплатника у Палестини повећао на око 363 хиљаде до на крају 2019. са 119 хиљада у истом периоду. 97% палестинских домаћинстава има најмање једну мобилну линију мобилне телефоније, док је најмање један паметни телефон у власништву 86% домаћинстава (91% на Западној обали и 78% у Појасу Газе). Око 80% палестинских домаћинстава има приступ интернету у својим домовима, а око трећине има рачунар. Светска банка је 12. јуна 2020. одобрила грант од 15 милиона долара за пројекат Технологија за младе и радна места (TechStart) са циљем да помогне палестинском ИТ сектору да унапреди способности фирми и створи више висококвалитетних радних места.

### Финансијске услуге
Палестинска монетарна управа издала је смернице за рад и пружање услуга електронског плаћања укључујући е-новчаник и припејд картице.

## Култура

### Медији
У Држави Палестини постоји велики број новина, новинских агенција и сателитских телевизијских станица. Њене новинске агенције укључују новинску агенцију Ma'an News Agency, Wafa, Palestine News Network. Al-Aqsa TV, Al-Quds TV, Sanabel TV су главни сателитски емитери.

### Филмови
Палестинска биоскопска продукција се налази у Јерусалиму, са истакнутим локалним сценама у Рамали, Витлејему и Наблусу.
Макрам Кури, Мохамад Бакри, Хиам Абас и Амал Муркус појавили су се као популарна лица у палестинској кинематографији током 1970-их и 1980-их. Арин Омари, Валантина Абу Окса, Салех Бакри, Тавфик Бархом и Асхраф Бархом постали су популарни средином 1990-их, док су Лим Лубани и Клара Кури стекли признање од 2000. Популарни палестински филмови укључују Wedding in Galilee (1987), Chronicle of a Disappearance (1996), Divine Intervention (2002), Paradise Now (2005), The Time That Remains (2009), и Omar (2013).
Снимање документарних филмова одиграло је значајну улогу у хватању и документовању палестинског искуства. Филмови попут 5 сломљених камера Емада Бурната и Гаја Давидија добили су позитивне критике. Палестински филмски ствараоци се често суочавају са јединственим изазовима због политичке ситуације у региону, са многим филмовима снимљеним по правилима борбе и окупације. Палестински филмски фестивал, који се одржава сваке године у различитим градовима широм света, приказује палестинску кинематографију и пружа платформу за палестинске филмске ствараоце да поделе своје приче.

### Спорт
Фудбалски савез (фудбал) је најпопуларнији спорт међу палестинским народом. Фудбалска репрезентација Палестине представља државу у међународном фудбалу. Рагби је такође популаран спорт.

## Галерија
- Географска карта Државе Палестине
- Палестина 1920.
- Застава Државе Палестине
- Јерусалим, формално главни град Државе Палестине
- Палестинска фунта (1939)
- Палестинска фунта (1941)
- Палестински пасош у време Британског мандата над Палестином
- Палестина 1759.
- Палестина 1851.
- Палестина 1864.
- Палестина 1900.
- Палестина 1915.
- Палестина 1920.
- Палестина 1924.
- Палестина 1946.
- План Уједињених нација о подели Палестине на јеврејску и арапску државу (1947)